# Agent Carter (série de televisão)
Marvel's Agent Carter (ou simplesmente Agent Carter) é uma série de televisão estadunidense criada por Christopher Markus e Stephen McFeely, exibida pela ABC. A série se passa depois dos eventos de Captain America: The First Avenger, acompanhando Peggy Carter conforme ela lida com o desaparecimento de Steve Rogers e o novo emprego na RCE (Reserva Científica e Estratégica).
A série foi produzida em maio de 2014 e estreou oficialmente em 6 de janeiro de 2015, durante o hiatus na segunda temporada de Marvel's Agents of S.H.I.E.L.D. A série foi renovada para uma segunda temporada, dessa vez com 10 episódios. Em maio de 2016 a série foi cancelada pela ABC após duas temporadas devido a baixa audiência.
No Brasil a primeira temporada da série foi transmitida pelo Canal Sony em janeiro de 2015. A série esteve disponível na plataforma de vídeos Netflix entre abril de 2016 e maio de 2019.  A série estreou sua exibição em TV aberta a partir de 6 de junho de 2016 pela Rede Globo. Está disponível no catálogo do Disney+.

## Sinopse
Após retornar para América com o fim da Guerra, em 1946, Peggy Carter (Hayley Atwell) encontra-se trabalhando secretamente na Reserva Científica Estratégica (SSR, no original em inglês), enquanto seus colegas de trabalho a tratam como uma simples secretária. Quando Howard Stark (Dominic Cooper) é acusado de traição ao país por vender armas ilegalmente, ele secretamente pede ajuda a Peggy para provar sua inocência e limpar o seu nome. Com a ajuda do mordomo de Stark, Edwin Jarvis (James D'Arcy), Peggy precisa balancear o trabalho administrativo e as missões secretas para o amigo, ao mesmo tempo em que leva uma vida solteira após perder o seu amor, Steve Rogers (Chris Evans).

## Elenco

### Elenco principal
| Ator/Atriz          | Personagem       | Temporadas | Temporadas   |  |
| Ator/Atriz          | Personagem       | 1          | 2            |  |
| ------------------- | ---------------- | ---------- | ------------ |  |
| Hayley Atwell       | Peggy Carter     | Principal  | Principal    |  |
| Chad Michael Murray | Jack Thompson    | Principal  | Principal    |  |
| James D'Arcy        | Edwin Jarvis     | Principal  | Principal    |  |
| Enver Gjokaj        | Daniel Sousa     | Principal  | Principal    |  |
| Lyndsy Fonseca      | Angie Martinelli | Principal  | Participação |  |
| Shea Whigham        | Roger Dooley     | Principal  |              |  |
| Recorrentes         |                  |            |              |  |
| Dominic Cooper      | Howard Stark     | Recorrente | Participação |  |
| Kyle Bornheimer     | Ray Krzeminski   | Recorrente |              |  |
| Meagen Fay          | Miriam Fry       | Recorrente |              |  |

### Elenco recorrente
- Bridget Regan como Dottie Underwood
- Reggie Austin como Jason Wilkes
- Currie Graham como Calvin Chadwick
- Ken Marino como Joseph Manfredi
- Kurtwood Smith como Vernon Masters
- Wynn Everett como Whitney Frost
- Lotte Verbeek como Ana Jarvis

### Elenco de convidados
- Toby Jones como Arnim Zola
- Lesley Boone como Rose
- Ralph Brown como Ivchenko
- Alexander Carroll como Yauch
- Kevin Cotteleer como Alex Doobin
- James Frain como Leet Brannis
- James Landry Hébert como Sasha Demidov
- James Austin Kerr como Jonathan Juniper
- Neal McDonough como Timothy "Dum Dum" Dugan
- Devin Ratray como Sheldon McFee
- Leonard Roberts como Samuel "Happy Sam" Sawyer
- Benita Robledo como Carol
- Costa Ronin como Anton Vanko
- Richard Short como Percival "Pinky" Pinkerton
- James Urbaniak como Miles Van Ert
- Ray Wise como Hugh Jones
- Chris Evans como Steve Rogers

## Episódios
| Temporada | Temporada | Episódios | Exibição              | Exibição                |
| Temporada | Temporada | Episódios | Inicio da Temporada   | Final da Temporada      |
| --------- | --------- | --------- | --------------------- | ----------------------- |
|           | 1         | 08        | 6 de janeiro de 2015  | 24 de fevereiro de 2015 |
|           | 2         | 10        | 19 de janeiro de 2016 | 1 de março de 2016      |